# Chile: Hasta Cuando?
Pour plus de détails, voir Fiche technique et Distribution.
Chile: Hasta Cuando? est un film américain réalisé par David Bradbury, sorti en 1986.

## Synopsis
Sous prétexte de réaliser un documentaire sur la religion et le festival de Viña del Mar, les réalisateurs offrent un témoignage sur le Chili à l'heure de la dictature d'Augusto Pinochet.

## Fiche technique
- Titre : Chile: Hasta Cuando?
- Réalisation : David Bradbury
- Scénario : Bob Connolly
- Photographie : David Knaus et Peter Schnall
- Montage : Stewart Young
- Production : David Bradbury
- Société de production : Frontline Films
- Pays :  États-Unis et  Australie
- Genre : Documentaire
- Durée : 57 minutes
- Dates de sortie : 
  -  États-Unis : 1986

## Distinctions
Le film a été nommé à l'Oscar du meilleur film documentaire.